# 1979 في أفغانستان
فيما يلي قوائم الأحداث التي وقعت خلال عام 1979 في أفغانستان.

## سياسة

### تعيين في المنصب
- 28 يوليو – حفيظ الله أمين وزارة الدفاع (أفغانستان)،رئيس أفغانستان، Chairman of the Revolutionary Council of Afghanistan ‏.
- 27 ديسمبر – بابراك كرمال Chairman of the Revolutionary Council of Afghanistan ‏.

### انتهاء فترة المنصب
- 27 ديسمبر – حفيظ الله أمين وزارة الدفاع (أفغانستان)، رئيس أفغانستان، Chairman of the Revolutionary Council of Afghanistan ‏.

## مواليد

### نوفمبر
- 17 نوفمبر – أزيتا غنيزادة ممثلة أمريكية.

### ديسمبر
- 21 ديسمبر – عبيد الله كريمي لاعب كرة قدم أفغاني.[1]

## وفيات

### يناير
- 1 يناير – أكرم ياري (مواليد 1940) سياسي أفغاني.

### يونيو
- 14 يونيو – أحمد ظاهر (مواليد 1946) موسيقي أفغاني.[2]

### أكتوبر
- 8 أكتوبر – نور محمد تركي (مواليد 1917)

### ديسمبر
- 27 ديسمبر – حفيظ الله أمين (مواليد 1929) سياسي أفغانستاني.[3]